# Jack Dearlove
Jack Gilroy Dearlove (5. juni 1911 - 11. juli 1967) var en engelsk roer.
Dearlove var styrmanden i den britiske otter, der vandt en sølvmedalje ved OL 1948 på hjemmebane i London. Briterne sikrede sig sølvmedaljen efter en finale, hvor de kun blev besejret af USA. Norge sikrede sig bronzemedaljerne. Besætningen i Storbritanniens båd blev desuden udgjort af roerne Christopher Barton, Michael Lapage, Guy Richardson, Paul Bircher, Paul Massey, Brian Lloyd, John Meyrick og Alfred Mellows.
Dearlove var involveret i en trafikulykke som 13-årig, der betød at hans højre ben måtte amputeres.

## OL-medaljer
- 1948:  Sølv i otter